# 張繩祖
張繩祖（？—？），字武卿，號鴻初，四川潼川州人，民籍，明朝政治人物。

## 生平
十月十九日生，治易经。萬曆七年（1579年）己卯科四川鄉試四十五名舉人，二十三年（1595年）乙未科會試第一百五十名，廷試三甲第五名進士。都察院觀政，授行人司行人，卒于官。

## 家族
曾祖张伯玑，教谕、贈兵科給事中。祖张翴，舉人、知縣。父张範，增广生。母王氏。具庆下。從兄张二南（舉人、知州）、张正道（進士、按察司佥事）、张正学（進士、吏科給事中）。娶胡氏，子世淑、世湛、世溥、世汲、世瀚。